# 枚英俊
枚英俊（越南语：／；1815年—1851年），原名枚世濬（越南语：／），字良夫（越南语：／），越南阮朝官員。

## 家世
枚英俊是清化省河中府峨山縣石澗總石澗社（今屬清化省峨山縣峨石社）人，祖先追隨黎朝中興，被封為全郡公。曾祖父枚世準是永慶三年進士，官至兵部侍郎，封香嶺侯。祖父枚世汪黎末任同平章事。父親枚世湞西山時避亂不仕，阮初擔任青池知縣。

## 生平
枚英俊生於嘉隆十四年（1815年）。明命十八年（1837年），參加乂安場鄉試，本來沒有考中舉人。但這場鄉試考中人數太少，明命帝下令重取名額，枚英俊被取為第一名解元。這場舉人皆是恩賜舉人，可以參加來年會試，但若會試不中，則需要參加下科鄉試，重考舉人，期間保持舉人待遇。如果下科仍不能考中舉人，則剝奪舉人身份和待遇，降為秀才。枚英俊來年會試不中，明命二十一年（1840年）重考鄉試，再次考中舉人。紹治三年（1843年），枚英俊考中探花，是為該科第一名庭元，也是阮朝开科以来第一位进士及第。紹治帝嘉賞他的才學，賜名枚英俊，並賜御詩一首。
枚英俊初授翰林院著作，充內閣秘書所行走，後升侍讀，再升侍讀學士，充辦內閣事務。嗣德初，廣東官員吳會麟船遭遇風暴飄落至越南，阮廷趁派員護送吳回國的機會，前往廣東採購名貴貨物。枚英俊上疏勸諫，嗣德帝下令將枚英俊治罪，諸大臣均上疏請求寬免。
嗣德四年（1851年）四月，枚英俊最終被貶為諒山按察使。當時諒山一帶，屢有邊民越境鬧事，逃入山林為寇，中國三堂匪在諒山、廣安一帶盤踞。枚英俊到任剛一個月，便在友慶擊敗三堂匪，獲得嘉獎。八月，盜匪盤踞先安州，窺伺諒山祿平縣，枚英俊與掌衛尉阮鐸率兵追擊至安博縣，盜匪退守鐵灘。枚英俊主張暫停進攻，觀望形勢，而阮鐸主張乘勝追擊，兩人意見不合。阮鐸率兵冒進，枚英俊不得不隨後進兵應援。阮鐸兵敗身死，枚英俊收攏散兵，結果被盜賊圍困，遇害殉職，享年三十七歲。
枚英俊死訊傳到順化後，嗣德帝下令追贈他為翰林院直學士，命令官員慰問枚英俊的嫡母、生母，並錄用他的兒子。諒山民眾也在省城為枚英俊建祠祭祀。
嗣德十年（1857年），枚英俊入祀忠義祠。

## 腳注
1. ↑  阮鐸、枚英俊殉職時間，《正編第四紀》作嗣德四年（1851年）八月[5]，《大南正編列傳二集》之<枚英俊傳>作嗣德八年（1855年）四月[1]。